# ويليام كاي
ويليام كاي هو سياسي أمريكي، ولد في 13 فبراير 1813 في يوركشاير في المملكة المتحدة، وتوفي في 19 نوفمبر 1890 في لويفيل في الولايات المتحدة.